# トニー・ベルトラン
トニー・ベルトラン（Tony Beltran、1987年10月11日 - ）は、アメリカ合衆国・カリフォルニア州クレアモント出身の元プロサッカー選手。現役時代のポジションはDF（RSB）。

## 経歴

### クラブ
2008年のMLSスーパードラフトで、全体3人目にレアル・ソルトレイクの指名を受け入団。

### 代表
メキシコ系のためメキシコ代表を選ぶことも出来たが、年代別代表から一貫してアメリカ合衆国代表としてプレーしている。年代別の主要大会では2007 FIFA U-20ワールドカップ、トゥーロン国際大会2008に参加した。
2013年1月のカナダ戦でフル代表初出場。
2019年9月、ひざの故障により現役を引退。

## タイトル

### 代表
- CONCACAFゴールドカップ (1): 2013